# Seyssinet-Pariset
Seyssinet-Pariset ist eine französische Gemeinde in der Region Auvergne-Rhône-Alpes im Département Isère mit 11.784 Einwohnern (Stand: 1. Januar 2022). Die Gemeinde gehört zum Kanton Fontaine-Seyssinet im Arrondissement Grenoble. Die Einwohner heißen Seyssinettois(es).

## Geographie
Seyssinet-Pariset liegt westlich von Grenoble am westlichen Ufer des Flusses Drac. Es wird umgeben von den Nachbargemeinden Fontaine im Norden, Grenoble im Osten, Seyssins im Süden, Saint-Nizier-du-Moucherotte im Westen. Teile des Gemeindegebietes gehören zum Regionalen Naturpark Vercors.

## Geschichte
Seyssinet-Pariset entstand 1926 nach Teilung von Pariset in die heutigen Gemeinden Saint-Nizier-du-Moucherotte und Seyssinet-Pariset.

## Bevölkerungsentwicklung
| Jahr                       | 1962 | 1968   | 1975   | 1982   | 1990   | 1999   | 2006   | 2017   |
| -------------------------- | ---- | ------ | ------ | ------ | ------ | ------ | ------ | ------ |
| Einwohner                  | 4539 | 10.869 | 12.157 | 12.893 | 13.241 | 13.074 | 12.826 | 12.013 |
| Quellen: Cassini und INSEE |      |        |        |        |        |        |        |        |

## Sehenswürdigkeiten
- Château de Beauregard, teilweise als Monument historique eingetragen

- Tour sans Venin, (Turm-)Ruine einer Befestigung aus dem 13. Jahrhundert, zählt zu den sieben Wundern der Dauphiné

|  |  |

## Städtepartnerschaften
Seit 1986 besteht eine Gemeindepartnerschaft mit der italienischen Kommune San Giovanni Lupatoto, Provinz Verona.

## Persönlichkeiten
- Eugène Faure (1822–1878), Genre- und Aktmaler